# 3e Bataillon (Régiment de défense de l'Ulster)
Pour les articles homonymes, voir 3e bataillon.
Le 3e Bataillon (Comté de Down) du Régiment de défense de l'Ulster (3 UDR) a été formé en 1970 et fait partie des sept bataillons originaux spécifiés dans la loi de 1969 sur le Régiment de Défense de l'Ulster, qui a reçu la sanction royale le 18 décembre 1969 et est entrée en vigueur le 1er janvier 1970,. Avec le reste du régiment, il a été fusionné avec les Royal Irish Rangers en 1992 pour former le Royal Irish Regiment.

## Recrutement
3 L'UDR a reçu le plus petit nombre de candidatures d'anciens gendarmes spéciaux. On pensait que cela était dû au fait que l'ancien adjudant du comté décourageait ses hommes de s'enrôler dans l'UDR. Avec la 7 UDR, c'est également l'UDR qui compte le plus grand nombre de recrues catholiques, deux d'entre elles devenant instructeurs permanents.
Le commandant de compagnie (OC) de la compagnie C, (Newry), 3 UDR, avait été OC de la compagnie TA démantelée des Royal Irish Fusiliers dans la ville et était heureux de voir que pratiquement tous ses soldats TA étaient en parade, au Centre TA, dans exactement la même salle d'exercice qu'ils avaient utilisée auparavant, pour la première nuit du nouveau régiment. Beaucoup de ces hommes étaient d'anciens militaires catholiques. Le commandant a noté qu'il y avait également d'anciens B Specials dans la salle et a observé qu'ils ne s'étaient pas associés aux autres au début - non pas pour des raisons religieuses mais parce que les anciens soldats du TA se connaissaient tous socialement et s'asseyaient ensemble pendant les pauses à la cantine alors que les anciens B Specials restaient dans leur propre groupe de camarades, mais en l'espace d'une semaine, les deux s'étaient fondus l'un dans l'autre.

### Nomination des sous-officiers et des officiers
La nomination des sous-officiers s'effectue de différentes manières. Dans la plupart des cas, les hommes sélectionnés avaient déjà occupé un poste de sous-officier dans l'une des forces armées ou dans l'USC. Dans la compagnie C de Newry, de nombreuses recrues avaient été soldats dans la compagnie territoriale locale des Royal Irish Fusiliers, y compris le commandant de la compagnie. Il était facile de nommer des hommes qui avaient été ses sous-officiers et il les complétait avec d'anciens sergents de l'USC. Le fait de pourvoir les postes de sous-officiers supérieurs de cette manière présentait un inconvénient : de nombreux hommes relativement jeunes, qui avaient de nombreuses années de service avant la retraite ou la promotion, créaient un "bloc de promotion".
Nombre d'entre eux avaient déjà servi dans les forces armées et, par conséquent, ont été immédiatement gradés. Deux d'entre eux ont été nommés instructeurs permanents et un autre a été nommé sergent-major de la compagnie C de Newry. Le commandant en second du bataillon, le poste le plus élevé pour un soldat à temps partiel, avec le grade de major, était également catholique. Le président de l'association des forces spéciales de police de l'Ulster s'est plaint de ce que, au sein de l'UDR, la préférence pour les promotions et les nominations était donnée aux catholiques. Ce n'était évidemment pas le cas. Dans certains bataillons où les anciens agents spéciaux étaient majoritaires, ce sont eux qui ont été promus et l'on aurait également pu prétendre dans ces cas-là que les protestants bénéficiaient d'un avantage injuste. En fin de compte, la politique consistait à promouvoir ceux qui avaient de l'expérience.

## Histoire
Avec les six autres bataillons d'origine, le 3 UDR est entré en service opérationnel le 1er avril 1970. Le quartier général du bataillon est situé sur la base militaire de Ballykinler, qui abrite également les casernes d'Abercorn, où une autre unité britannique est affectée pour une période de deux ans. Des bases sont également situées à Kilkeel et à Rathfriland. Il s'agit du premier bataillon à être levé.
Le premier commandant était le lieutenant-colonel Desmond Woods MC et barrette. Woods avait obtenu la MC avec les Royal Ulster Rifles en Palestine en 1938, il était alors le plus jeune détenteur de cette distinction. Il a gagné sa barrette de MC en Italie en 1944. Avant d'être nommé commandant du 3 UDR, il avait été commandant du comté d'Ulster Special Constabulary pour le comté de Down à partir de 1958. Dès ses premiers jours en tant que commandant, Woods a clairement fait savoir qu'il accueillait les catholiques dans son bataillon. Cela n'a pas été bien accueilli par son ancien adjudant des B Specials, qui a lancé une campagne pour décourager les anciens Specials de rejoindre le bataillon. Cet homme avait été maintenu au sein de l'USC après la dissolution de la force afin de s'assurer que toutes les armes étaient remises, et il avait donc encore de nombreux contacts avec les hommes pour défendre sa cause.
Le premier major d'instruction (TISO - training int and security officer) était le major GJ Entwistle, du Royal Regiment of Fusiliers, qui fut envoyé dans l'ancien camp de huttes de Ballykinlar. Une partie de son travail consiste à trouver des logements pour les différentes compagnies du nouveau bataillon. Dans la mesure du possible, les logements sont recherchés dans les bases de l'armée, bien que les anciennes huttes des sections de la police spéciale d'Ulster soient vacantes et disponibles. Leur utilisation aurait suscité des critiques de la part de ceux qui prétendaient déjà que l'UDR était le B Specials sous un nouveau nom.
En 1989, le bataillon a enregistré plus de 900 000 heures de service et s'est distingué par la découverte, lors d'une opération conjointe avec la Royal Ulster Constabulary, d'une usine d'armement "hautement sophistiquée" qui fabriquait des mitraillettes artisanales pour le compte d'un groupe terroriste loyaliste.

## Structure
Seul l'un des commandants de sous-district de l'USC a pu rejoindre le bataillon, les autres étant trop âgés. Il reçut le grade de major et le commandement d'une des compagnies. Les autres commandants de compagnie étaient un Royal Marine du temps de la guerre et deux anciens officiers de l'AT, dont un catholique.

## Uniforme, armement et équipement

### Sections navales
Le bataillon a été équipé de patrouilleurs Dory à grande vitesse à partir de 1972. La section est commandée par Sir Dennis Faulkner, qui avait déjà occupé le grade de Lieutenant commandant dans la Royal Naval Reserve avant d'être engagé dans le régiment. Faulkner a été nommé colonel du régiment en 1982.

## Greenfinches

### Intimidations
Les soldats protestants comme les soldats catholiques ont été intimidés pour qu'ils quittent le régiment. Cependant, à la suite de l'introduction de l'internement, de plus en plus de soldats catholiques ont fait l'objet d'intimidations de la part de leur propre communauté. Dans la compagnie C, le fils du sergent de garde, qui avait une jeune famille, a été brûlé. La femme d'un autre sergent, un ancien soldat régulier du comté de Donegal, a été menacée alors qu'elle faisait ses courses. La fille d'un instructeur permanent a été tellement malmenée à l'école qu'il a menacé de l'envoyer dans une école protestante. À Castlewellan, un soldat catholique a démissionné à la suite d'intimidations.

## Victimes
Au sein du 3 UDR, l'officier le plus gradé tué est le major à temps partiel Ivan Toombs, assassiné le 16 janvier 1981. Gravement blessé lors d'un précédent attentat en 1976, le major Toombs était un ancien membre de l'Ulster Special Constabulary, avec 10 ans d'expérience, qui avait rejoint le 3 UDR lors de sa formation. Il était père de famille, chef scout et sportif assidu. Lui-même officier des douanes, Toombs avait été piégé par Eamon Collins, membre de l'IRA provisoire, qui travaillait lui aussi aux douanes.

## Personnel important
- Catégorie:Soldats du régiment de défense de l'Ulster
- Catégorie:Officiers du régiment de défense de l'Ulster

## Voir également
- Liste des bataillons et des sites du régiment de défense d'Ulster